# Australian Homemade
Australian Homemade, ook wel Australian genoemd, staat bekend om haar biologische koffie, chocolade en ijs. Ondanks dat de naam anders doet vermoeden, is het een Nederlands merk. Australian laat zich in de smaken inspireren door de robuustheid van de natuur. Hierbij streven ze naar unieke, ambachtelijk en hoogwaardige koffie met de hoogste kwaliteit.
Momenteel valt Australian onder de full service zoetwaren distributeur Copar. Copar is al meer dan 60 jaar actief in de verkoop, marketing en distributie van zoetwaren en geniet het vertrouwen van bekende nationale en internationale klanten en leveranciers. Copar zit gevestigd in Raamsdonksveer, Nederland. 

## Geschiedenis
De eerste winkel werd in 1989 geopend in Knokke. Sinds 1995 zijn er winkels in Nederland. In 2001 kocht een Nederlander de rechten op het merk en begon aan internationalisering. Anno 2011 zijn er vestigingen in Nederland, Duitsland, Spanje, Egypte, Bahrein de Caraïben en de Verenigde Staten. De Belgische winkel behoort er niet (meer) toe. Het bedrijf werkt met filialen die gevestigd zijn op centrale punten als bijvoorbeeld spoorwegstations en pleinen van winkelcentra. 
Voorheen was Australian Homemade een  merk en internationaal opererende ijs- en bonbonketen gevestigd in Veenendaal, Nederland. De winkels en merkrechten in België vallen onder een andere eigenaar.
Australian werkt sinds 2011 met licentieovereenkomsten en is niet langer een franchiseformule. De winkels zijn niet meer in eigen beheer. Producten worden verkocht in retail, groothandel en cateringorganisaties.

## Producten
Het bedrijf beroemt zich op het gebruik van verse ingrediënten en bouwt aan een organisch imago. Het vruchtenijs bestaat bijvoorbeeld uit fruit, water en suiker.  Naast ijs verkoopt men in de filialen bonbons, snacks en koude en warme dranken.